# Ландшафт (кредитное учреждение)
Ландшафты (нем. Landschaften) — кредитные товарищества прусских помещиков, созданные королём Фридрихом II во второй половине XVIII века. Они выступали в качестве посредников между заёмщиками и кредиторами: ландшафт оценивал поместье и выдавал его владельцу закладные листы (Pfandbriefe) в размере до половины его стоимости; заёмщик мог продать закладные листы самостоятельно, либо обналичить их в ландшафте спустя 6 месяцев. Держатели закладных листов получали от ландшафта выплаты в размере 3,5-5 процентов годовых.
Ландшафты стали первой организованной формой кредитования под залог земли — с середины XIX века эту функцию стали выполнять ипотечные банки. Выпускавшиеся ландшафтами закладные листы являются предшественниками обеспеченных облигаций. Ландшафты продолжали играть важную роль в сельскохозяйственном кредитовании вплоть до начала XX века.

## История
Семилетняя война, завершившаяся победой Пруссии, негативно сказалась на экономике Заэльбья. Финансовый кризис 1763 года и мораторий 1765—1768 годов на долговые платежи привели к кредитному сжатию, осложнявшему приобретение капитала для восстановления хозяйств.
В феврале 1767 году берлинский торговец Дидерих Эрнст Бюринг представил Фридриху II план по учреждению в Пруссии «Генеральной земельной кассы» (нем. Generallandschaftskasse), которая бы выделяла кредиты помещикам и выступала гарантом платежей по 4-процентным облигациям. Предложение Бюринга было отклонено государственным министром Людвигом фом Хагеном.
Летом 1768 года государственный министр Силезии Иоганн Генрих фон Кармер предложил объединить всех помещиков в товарищество, предоставляющее кредиты размером до половины стоимости поместья. Все они должны были выступать гарантами для закладных листов, выпускающихся в свободное обращение.
В 1770 году в Силезии был учреждён первый ландшафт. Его закладные листы стали пользоваться большим спросом. В дальнейшем были учреждены ландшафты в Курмарке и Ноймарке (1777), Померании (1781), Западной (1787) и Восточной Пруссии (1788).